# 弧矢四
弧矢四，即船尾座χ（英語：χ Puppis），又名HD 65456，是一颗船尾座的A5Ⅱ型恒星， 其视星等为4.79。
根据由欧洲空间局发射的依巴谷卫星所测量的数据计算，弧矢四距太阳系约1210光年（370秒差距）。
在约翰·拜耳的传统天图中，弧矢四被命名为χ，而在天文学家弗里德里希·阿格兰德所著的《新测天图》（德語：Neue Uranometrie）中，很可能是受拜耳影响，弧矢四亦被命名为南船座χ。而在尼可拉·路易·拉卡伊所设计的星表中，南船座χ则为天社增一。